# 타르투 조약 (러시아-에스토니아)
타르투 조약(에스토니아어: Tartu rahu)은 1920년 2월 2일 러시아 SFSR과 에스토니아 사이에 맺어진 평화 조약으로, 에스토니아 독립 전쟁을 끝맺는 조약이다. 이 조약으로 에스토니아는 러시아에서 독립을 인정받았다.

## 조약 이전의 에스토니아
에스토니아는 1710년부터 러시아 제국의 일부였으며, 그 이전에는 여러 외국 세력이 돌아가면서 지배하였다. 제1차 세계 대전이 발발하면서 러시아 제국은 혁명으로 붕괴하고 내전이 발생하였다. 러시아 내전 시기에 에스토니아인들은 러시아로부터 독립을 선언하였고 에스토니아 독립 전쟁에서 자유를 되찾았다. 에스토니아는 독립 이후로 에스토니아 도시의 러시아어/독일어식 이름을 모두 삭제하였다. 러시아 SFSR 정부는 1920년 에스토니아의 독립을 인정하였다.

## 최초 협상
소비에트 러시아는 1919년 여름부터 휴전 및 평화 협상을 원했다. 러시아는 에스토니아 노동자 코뮌을 인정하였고 에스토니아 전선에 배치되었던 저격수를 후방으로 배치하였다. 에스토니아 제헌 국회에서는 서로 다른 정파의 사람들이 독립한 에스토니아에 대한 여러 생각을 가지고 있었다. 우파는 러시아 백군을 지지하였고 백군이 러시아 내전에서 승리하면 영국이 에스토니아의 독립을 지지해 줄 것이라고 생각하였다. 중도파는 중립을 선언하거나 핀란드, 라트비아, 리투아니아와 같은 비슷한 상황에 놓인 다른 국가와 동맹을 맺기를 원했다. 좌파는 즉시 휴전을 원했다. 러시아 공산당 중앙 위원회는 1919년 7월 21일 에스토니아 전선의 확대를 중단하였다.
적군이 프스코프를 공습한 후 1919년 8월 26일 에스토니아 외무부 장관 얀 포스카(Jaan Poska)에게 평화안을 제시하였다. 에스토니아 측에서는 러시아 외무부 장관 게오르기 치체린(Georgy Chicherin)에게 회답하였고, 치체린은 8월 31일까지 휴전하자고 제안하였다. 에스토니아는 협상하겠다고 통보하였고 1주 연기를 요청하였다. 이후 에스토니아는 라트비아, 리투아니아와도 협상하기 원했고 9월 10일 리가에서 세 나라의 총리가 만나길 원했다. 다음 날 치체린은 평화 협정에 핀란드, 라트비아, 리투아니아를 포함시키겠다고 밝혔다. 9월 14일 탈린에서 가진 두 번째 회담에서는 핀란드 및 발트 3국의 독립 문제를 논의하였다. 9월 16일 적군과의 평화 협상이 시작되었다. 프랑스와 영국은 논의를 긍정적으로 바라보았으나 핀란드는 부정적이었다.

### 프스코프 및 타르투 협상
에스토니아인들은 외무 장관과의 협상과는 별개로 프스코프 지역에서 협상을 시작하였다. 프스코프에서 러시아를 대표한 사람은 막심 리트비노프와 레오니트 크라신이며, 에스토니아 대표는 아두 비르크(Aadu Birk)이다. 협상 과정에서 얻어낸 결론은 없었으며, 영국을 비난하는 선에서 마무리되었다. 에스토니아 측에서는 협상을 중단하였으나, 다른 발트 연안 국가와 핀란드를 포함하는 조건으로 협상을 재개한다고 하였다. 핀란드와 발트 3국 총리 및 외무부 장관 회담은 타르투에서 9월 29일부터 10월 1일까지 진행되었다. 회담에서 얻은 결론은 전선의 변화에 따라서 러시아 적군과 10월 25일까지 평화 협상을 갖자는 것이었다.
니콜라이 유데니친이 상트페테르부르크 전선에서 퇴각하면서 발트 3국은 러시아와 평화 회담을 11월 4일까지 열자고 제안하였다. 에스토니아 총리 피프 안츠(Piip Ants)는 치체린에게 11월 9일 발트 3국이 협상을 할 준비가 되어 있으며 러시아의 참여 여부는 자유에 맡긴다고 하였다. 러시아는 리트비노프를 11월 16일과 19일에 파견하여 포로 교환 문제를 협상하였다. 러시아 적군이 백군 북서 집단군이 주둔 중이던 에스토니아 인근 잉그리아 지방을 공격한 후 평화 협상은 중단되었다. 1919년 11월 16일에 새로 선출된 얀 터니슨(Jaan Tõnisson)의 새로운 정부는 우파 노선을 택하였다. 에스토니아 측에서는 평화 협상의 여지를 열어 두었으나 러시아 측에서는 계속 거부하였다.

## 타르투 평화 회담

### 협상 시작

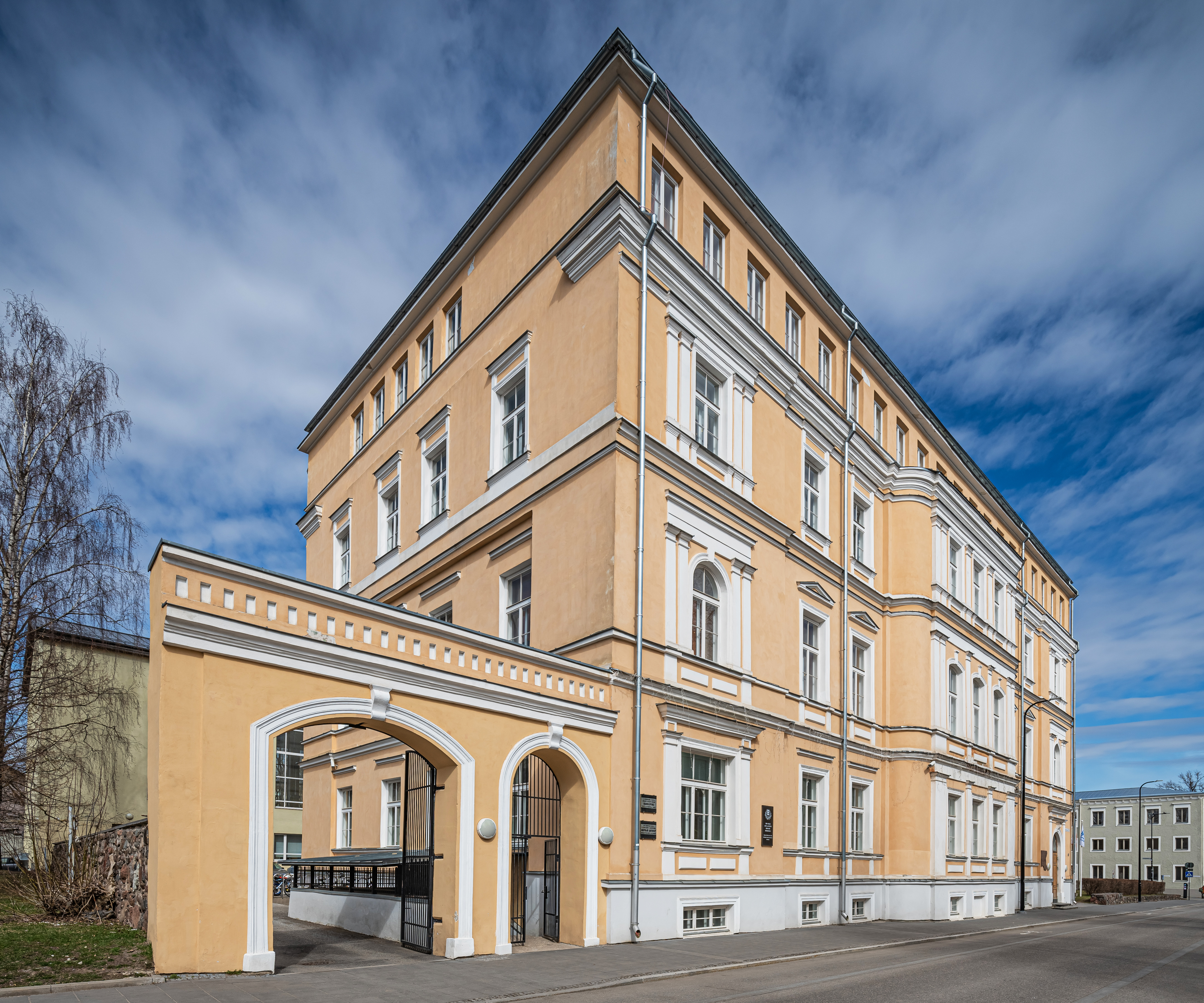
타르투 평화 회담이 개최된 장소.

영국의 외무부 장관 조지 커즌 경은 11월 25일 에스토니아와 러시아 사이의 평화를 지지하였다. 프랑스의 태도는 완고하였으며 11월 29일 프랑스 외무부 장관을 통하여 북서 집단군의 보급선을 유지하라고 요청하였다. 프랑스 정부는 12월 2일 외교 행낭편으로 에스토니아에게 메모를 남겼다. 12월 10일 영국은 파리 대사를 통하여 영국 정부의 입장이 변함 없음을 밝혔다. 에스토니아인들은 영국과 프랑스와는 관계 없이 러시아와 평화 협상을 시작하였다. 러시아는 적군의 잉그리아 공격이 중단된 후 평화 협상을 시작하였다. 러시아의 평화 협상단은 1919년 12월 4일 타르투에 도착하였다. 평화 협상단 단장은 레오니트 크라신이고, 단원으로는 아돌프 요페, 막심 리트비노프, 표도르 코스타예프스키, 이시도르 구코프스키가 있었다. 에스토니아 측에서는 얀 포스카가 단장이었고, 피프 안츠, 율리우스 셀리아마(Julius Seljamaa), 마이트 퓌만(Mait Püüman)이 참가하였다. 러시아와의 협상은 12월 5일에 시작되었다. 협상 진행 중 러시아 측에서는 에스토니아의 나르바 쪽을 공격하라는 압박이 있었고, 12월 6일에 공격이 시작되어 에스토니아 측의 방어로 12월 12일에 공격이 끝났다.

### 평화 협상의 마무리

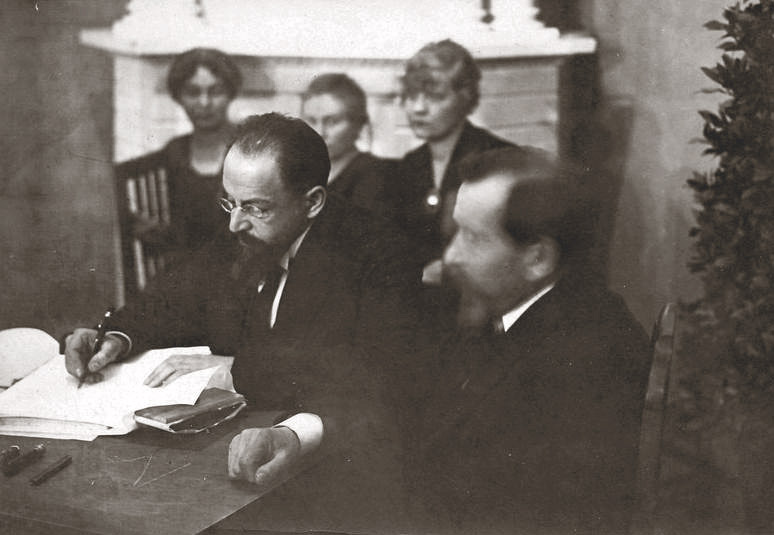
평화 협상에 서명하는 아돌프 요페

첫 국경선 제안은 12월 8일에 제시되었다. 러시아는 과거 러시아 제국에서 사용되었던 국경을 제안하였고, 이 안에서는 나르바의 에스토니아 전선이 러시아령으로 편입되었다. 에스토니아는 이 제안을 거부하였고, 킨기세프와 프스코프 주의 절반을 할양받기 원하였다. 나르바 방면으로 침입한 러시아 군에 대한 공격 때문에 러시아 정부는 크라신을 모스크바로 소환하였고, 이후 협상 단장은 아돌프 요페가 되었다.
러시아군은 12월 14일과 15일 나르바 방면 공세를 재개하였고, 남아 있는 에스토니아군을 북쪽으로 보내고 나르바 강의 서안을 공격하기 시작하였다. 12월 18일 에스토니아군은 러시아의 공격을 막아내었다. 공격 중이었던 12월 16일에 협상이 시작되었지만, 17일에 러시아군의 승전보를 듣고 러시아 측에서 협상을 중단하였다. 12월 22일 공격이 실패한 이후 협상을 다시 시작하였다. 12월 24일에는 평화 협장이 완성되었지만 아직까지는 서명하지 않았다.
아돌프 요페는 전선의 양쪽에 10베르스트(약 10.669km) 비무장 지대를 선언하여 협상 양쪽을 당황하게 하였다. 에스토니아 입장에서는 방어선을 후퇴시키는 것이었고, 이에 따라 협상이 중단되었다. 러시아군은 에스토니아의 방어선을 12월 28일 다시 공격하였으며, 공격은 이번에도 실패하였다. 러시아군은 12월 31일에 후퇴하면서 휴전 협정에 서명하였다. 휴전 협정은 1920년 1월 3일 발효되었다. 이와 함께 평화 협정의 실질적인 준비가 시작되었고 2월 2일 평화 협정에 서명할 수 있게 되었다.
러시아 의회에서는 2월 4일에 제안을 통과시켰고, 에스토니아는 건국 의회에서 2월 13일에 통과시켰다. 공식적인 조약 발효일은 2월 20일이다. 에스토니아와 러시아 양쪽에서 서명한 사람은 다음과 같다.
- 에스토니아
  - 얀 포스카
  - 피프 안츠
  - 마이트 퓌만
  - 율리우스 셀리아마
  - 얀 소츠
- 러시아
  - 아돌프 요페
  - 이시도르 구코프스키

## 결과

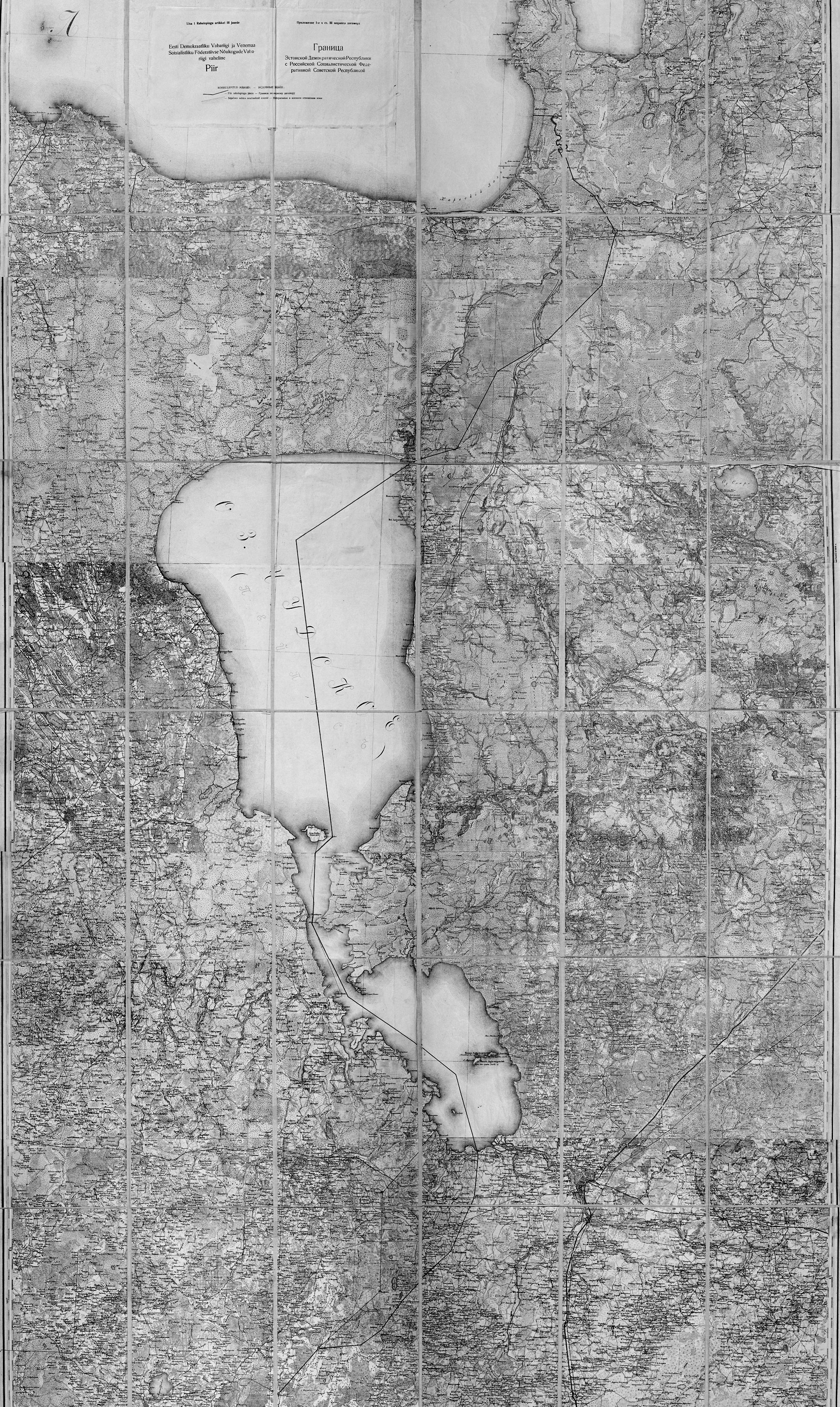
타르투 조약으로 확정된 러시아-에스토니아 국경

이 조약에 따르면 러시아는 에스토니아의 독립을 법적으로 인정하고 에스토니아 영토에 대한 모든 권리를 포기하였다. 제정 러시아 시기의 모든 빚을 청산하고 금 보유고에서 전쟁 배상금으로 1500만 금 루블을 지불하여야 했다.
이 조약을 통해 에스토니아와 러시아 사이의 국경선이 확정되었고, 추가적으로 에스토니아는 나르바강 동안의 영토와 페초리(현 프스코프) 및 2000제곱킬로미터 상당의 인접 영토를 할양받아서 국토 면적이 5% 증가하였다. 할양받은 페초리 지역의 인구 58,850명 중 38,000명은 러시아인이었으며, 나머지 에스토니아인의 대부분은 동방 정교를 믿는 세토 인이었다. 나르바 강 동안의 잉그리아 지역은 에스토니아와 러시아 사이의 완충 지대가 되기를 원하였고, 이 지역의 인구는 약 1,800명이었다. 조약에 할당된 영토는 제2차 세계 대전 이후 러시아령이 되었고, 재독립 이후 영유권 주장의 원인이 되었다. 제1차 세계 대전 이전에 국경의 반대쪽에서 살았던 사람들이 새로 설정된 국경선 안쪽으로 귀국하는 것을 허용하였다.
러시아는 에스토니아가 에스토니아 국경에서 모스크바까지 이어지는 철도를 건설하는 것을 지원하였고, 에스토니아는 러시아가 에스토니아 영내에 자유 무역항을 건설하고 나르바강에 발전소를 건설하는 것을 지원하였다. 에스토니아 독립 전쟁 당시 생포한 러시아 군 포로 석방도 조약 이후에 진행되었다.
러시아는 이 조약의 모든 조항을 이행하지 않았다. 에스토니아인의 귀국이 방해받은 시기가 있었으며, 제1차 세계 대전을 비롯하여 러시아로 반출된 에스토니아의 자산은 제대로 반환되지 못했다. 반환되지 못한 자산 중에는 대표적으로 러시아 보로네시 대학교로 이동된 타르투 대학교 박물관 소장품이 있다. 이 외에도 러시아가 에스토니아에게 조약 상으로 할양한 숲 지대는 실제로 할양되지 않았다.
갓 독립한 소비에트 러시아는 에스토니아와 최초로 외교 관계를 맺었고, 에스토니아 역시 러시아에서 최초로 독립을 인정받았다. 이 조약은 전간기 두 나라 외교의 시발점이 되었다. 레닌은 이 조약이 러시아가 서방 세계를 향해서 연 최초의 문이라고 평가하였다.

### 국경 분쟁
1944년 8월 에스토니아 SSR 정부는 타르투 조약으로 병합된 일부 지역이 주민들의 요청으로 러시아에 편입되기로 했다고 발표하였다. 러시아로 편입된 영토는 당시 페초리 주 영토의 75%이며, 러시아에 편입된 이후에는 프스코프 주가 되었다. 1944년 말에는 나르바 강 동안 영토가 레닌그라드 주에 편입되었다.
러시아의 입장은 에스토니아가 소련에 자발적으로 병합되었기 때문에 타르투 조약이 무효가 되었으며, 새로 독립한 에스토니아는 1920년 에스토니아가 아닌 에스토니아 SSR의 후계 국가라고 생각하기 때문에 이 조약에 설정된 동부 국경선을 인정하지 않았다. 에스토니아와 러시아의 외무부 장관은 1996년 11월 페트로자보츠크에서 국경 문제로 회담을 가졌다. 회담 결과는 에스토니아와 러시아가 타르투 평화 조약을 기준으로 국경선을 결정하지 않는 것이었다. 1999년 새로운 국경 조약이 확정되었으나, 두 나라 모두에서 통과되기까지는 시간이 걸렸다.
2005년 5월 에스토니아와 러시아 외무부 장관은 국경 조약을 합의하였고, 7월 에스토니아 국회에서 통과하였다. 러시아 국회에서는 에스토니아 측이 타르투 조약을 언급했다는 점 때문에 조약 처리를 유보하였다. 러시아는 2006년에 새로운 조건을 제시하였으나 에스토니아에서는 수락하지 않았다.

## 같이 보기
- 타르투 조약 (러시아-핀란드)